# MuseumPASSmusées

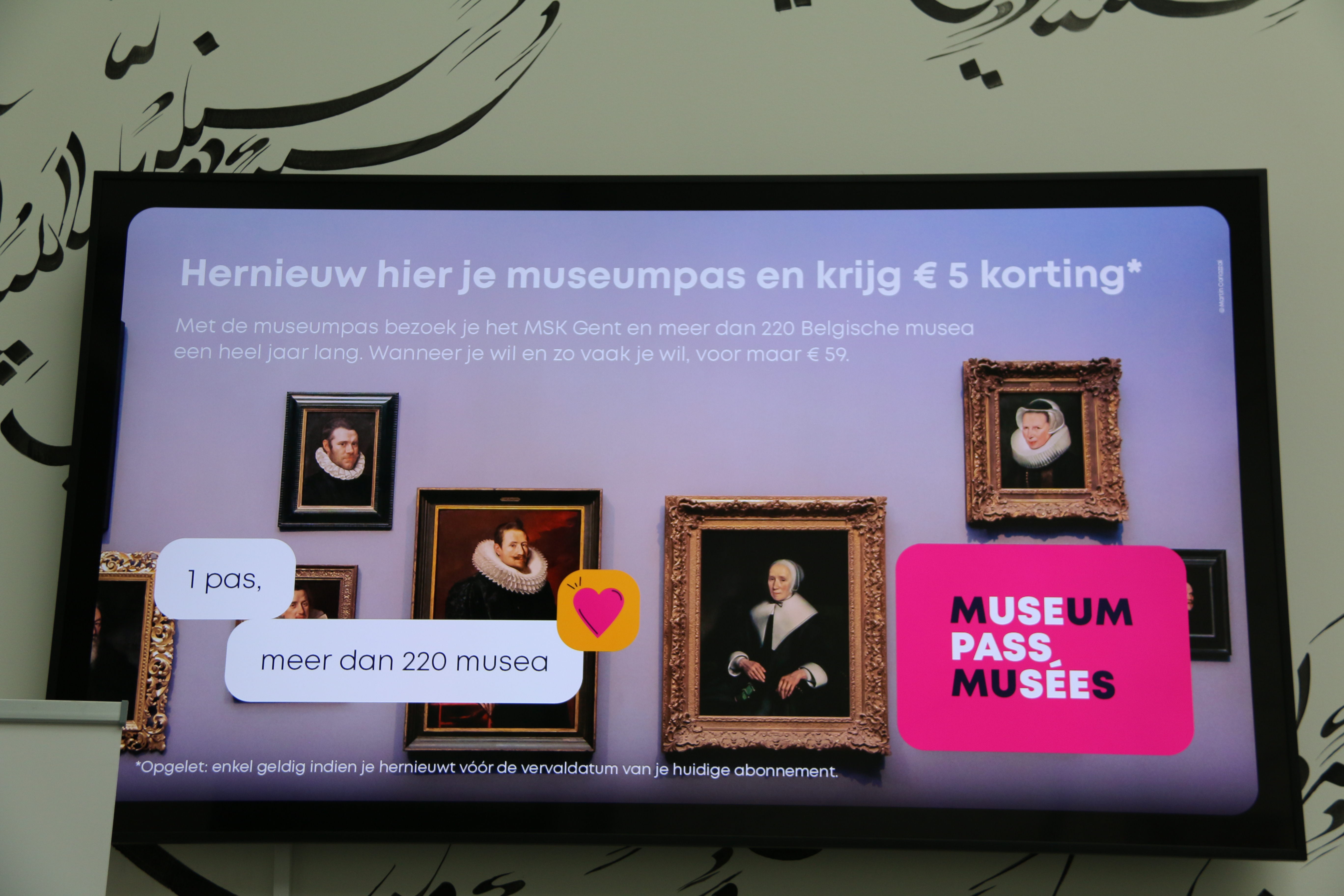
museumPASSmusées

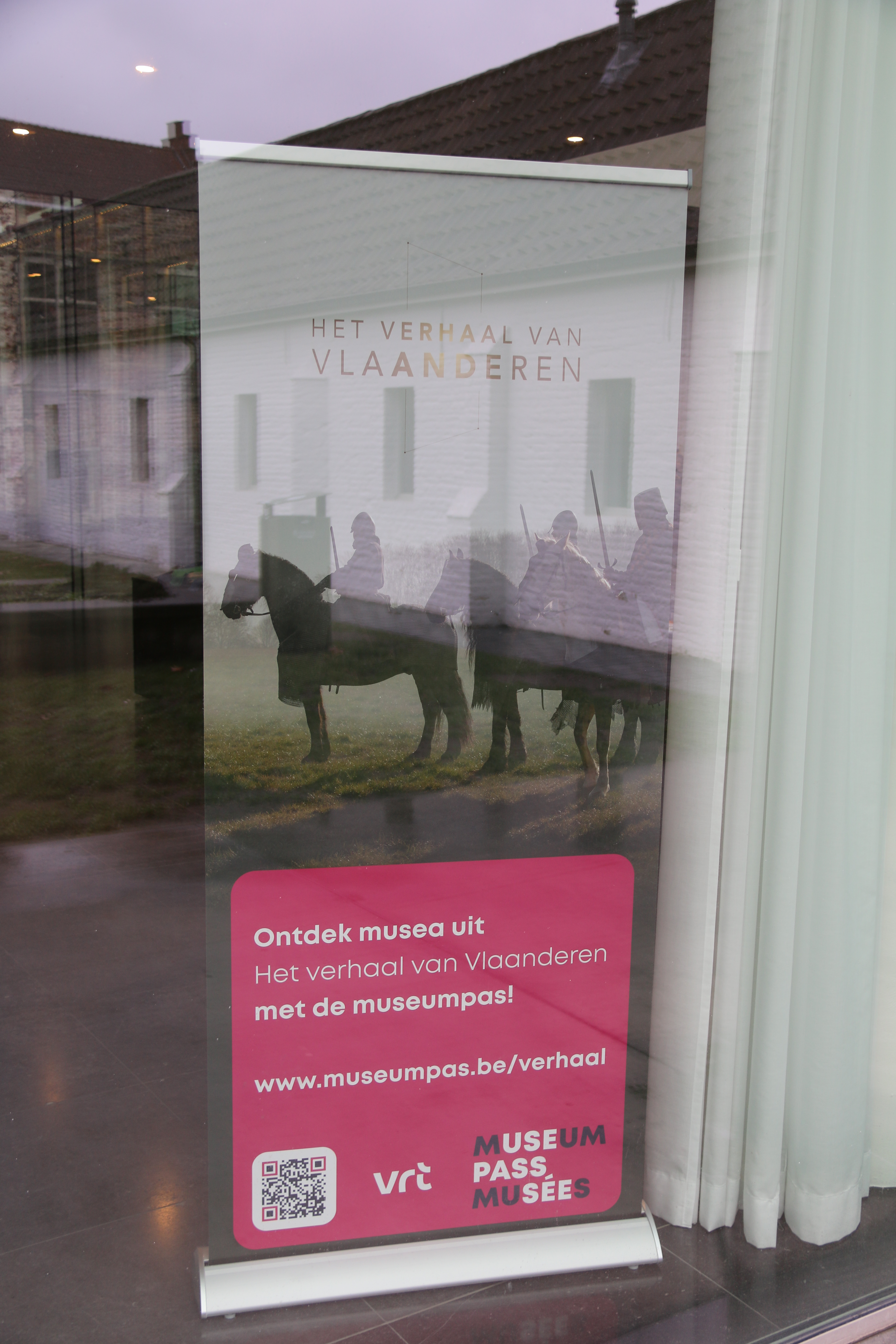
museumPASSmusées-actie n.a.v. Het verhaal van Vlaanderen

museumPASSmusées (Nederlands: museumpas, Frans: pass musées) is het grootste museumabonnement van België. De pas geeft abonnees toegang tot meer dan 250 Belgische musea, dit is inclusief tijdelijke tentoonstellingen die gratis of met korting bezocht kunnen worden. Bovendien krijgen gebruikers extra voordelen zoals korting in museumshops en op treintickets.

## Geschiedenis
museumPASSmusées werd opgericht in september 2018. Het is een samenwerking tussen 4 organisaties: de Brusselse Museumraad, het Vlaams Museumoverleg, ICOM Belgique/Wallonie-Bruxelles/ Musées et Société en Wallonie en ten slotte publiq vzw. De samenwerking tussen musea uit de verschillende gewesten is uniek in de Belgische context. “De gemeenschappen zijn [namelijk] (...) verantwoordelijk voor zaken die direct aan de mensen zijn gerelateerd als onderwijs, welzijn, sport, media en cultuur.”